# Ischnomesus gracilis
Ischnomesus gracilis is een pissebed uit de familie Ischnomesidae. De wetenschappelijke naam van de soort is voor het eerst geldig gepubliceerd in 1974 door Chardy.